# Tracheobronchomegalia
Tracheobronchomegalia (zespół Mounier–Kuhna) – rzadka choroba związana ze znacznym poszerzeniem rusztowania chrzęstnego tchawicy i oskrzeli. Nieprawidłowości w budowie dróg oddechowych prowadzą z czasem do nawracających infekcji, ataków duszności oraz (wtórnie) włóknienia śródmiąższowego.
Dolegliwość po raz pierwszy opisał francuski lekarz P. Mounier-Kuhn w 1932 roku, stwierdziwszy nienormalnie powiększoną tchawicę u kilku pacjentów cierpiących z powodu nawracających zakażeń układu oddechowego. Nazwę tracheobronchomegalia miał wprowadzić I. Katz w 1962. Dotąd w literaturze światowej zgromadzono informacje o około stu przypadkach; jedyną cechą wspólną w poszczególnych opisach jest czas rozpoznania zespołu, który zwykle diagnozuje się u osób w wieku średnim.

## Patogeneza
Czynnik etiologiczny pozostaje nieznany. Bezpośrednią przyczyną zaburzeń jest znaczna atrofia włókien sprężystych i mięśniówki gładkiej dróg oddechowych. Osłabienie elastycznego mocowania powoduje rozejście się chrząstek i rozstrzeń drzewa oskrzelowego. Z powodu nadmiernej wiotkości (podatności) przewodów ich ściany stają się bardzo szerokie w czasie wdechu, zapadając się przy wypuszczaniu powietrza. Między pierścieniami chrzęstnymi mogą tworzyć się uchyłki, sprzyjające gromadzeniu śluzu i powstawaniu przewlekłego zapalenia.
Tracheobronchomegalię dzieli się zwykle na 3 kategorie:
- Typ 1: względnie subtelne, rozlane zmiany w obrębie tchawicy i oskrzeli głównych
- Typ 2: znaczne miejscowe poszerzenia dróg oddechowych, często nierównomierne, segmentowane, z możliwymi uchyłkami
- Typ 3: obecność miejsc poszerzonych i uchyłków na całym przebiegu dróg oskrzelowych

## Diagnoza
Osoby z tracheobronchomegalią są zwykle przewlekłe leczone z powodu rozstrzeni oskrzeli i nawracających infekcji dróg oddechowych. Chorobę wykrywa się przypadkowo, zwykle w trzeciej lub czwartej dekadzie życia. Objawy w dzieciństwie i wieku młodzieńczym nie występują lub mogą być słabo wyrażone (choć są wyjątki).
Badania spirometryczne wskazują powiększenie tzw. przestrzeni martwej oraz objętości oddechowej. Często spotyka się zmiany obturacyjne z powiększoną całkowitą objętością płuc (z powodu wzrostu objętości zalegającej). Krzywa przepływ-objętość posiada ostry szczyt, który gwałtownie opada przy kontynuacji wydechu.
Zmiany są łatwe do uchwycenia podczas bronchoskopii; zdjęcia RTG, cinetracheogram i fluoroskopia są pod tym względem znacznie bardziej niemiarodajne. Podstawą diagnozy pozostaje obrazowanie CT, znacznie rzadziej MRI (obserwacja dynamiki zmian podczas pracy oddechowej). Prawe oskrzele główne musi być średnicy co najmniej 24mm, lewe – 23mm, a tchawica – 30mm (wartości te odpowiadają odchyleniu o 3 SD ponad normę).

## Leczenie
Bezobjawowi pacjenci z tracheobronchomegalią nie wymagają leczenia.  Możliwości terapeutyczne są mocno ograniczone; podczas zaostrzeń podaje się antybiotyki oraz stosuje się drenaż ułożeniowy do odprowadzania zalegającej wydzieliny. W każdym przypadku wskazane jest  zaprzestanie palenia tytoniu. Interwencja chirurgiczna zwykle jest bezcelowa z powodu rozlanego charakteru zmian. Przy bardzo zaawansowanym stopniu uszkodzeń rozważano stosowanie CPAP, wprowadzanie stentów oraz przeszczep całego płuca.
Z powodu dużego zróżnicowania poszczególnych przypadków oraz skąpej dokumentacji nie jest możliwe postawienie wiarygodnego rokowania.